# Agios Nikolaos (Kreta)
Agios Nikolaos, griechisch Άγιος Νικόλαος (m. sg.), ist eine Stadt im östlichen Teil Kretas (Regionalbezirk Lasithi) und Hauptort der gleichnamigen Gemeinde. Die Kleinstadt ist ein bedeutender Touristenort und zählt 11.421 Einwohner, mit benachbarten Siedlungen 12.638 Einwohner.
Der Name der Stadt geht auf die Kirche Agios Nikolaos (deutsch „St. Nikolaus“) zurück, die aus dem zehnten oder elften Jahrhundert stammt und eine der ältesten noch intakten Kirchen Kretas ist. Die Kirche befindet sich auf einer Halbinsel nordöstlich der Stadt auf einem Gelände, das heute zu einem Luxushotel gehört.

## Geographie
Agios Nikolaos liegt im Osten Kretas, am Westufer des Golfs von Mirabello. In der Mitte des Ortes befindet sich der mit dem Meer verbundene Voulismeni-See, um den sich zahlreiche Tavernen und Bars ansiedelten. Der Ort verfügt auch über einen ansehnlichen Hafen und eine Marina.

## Geschichte
Agios Nikolaos liegt an der Stelle der antiken Siedlung Lato pros Kamara, dem Hafen von Lato.

## Sehenswürdigkeiten

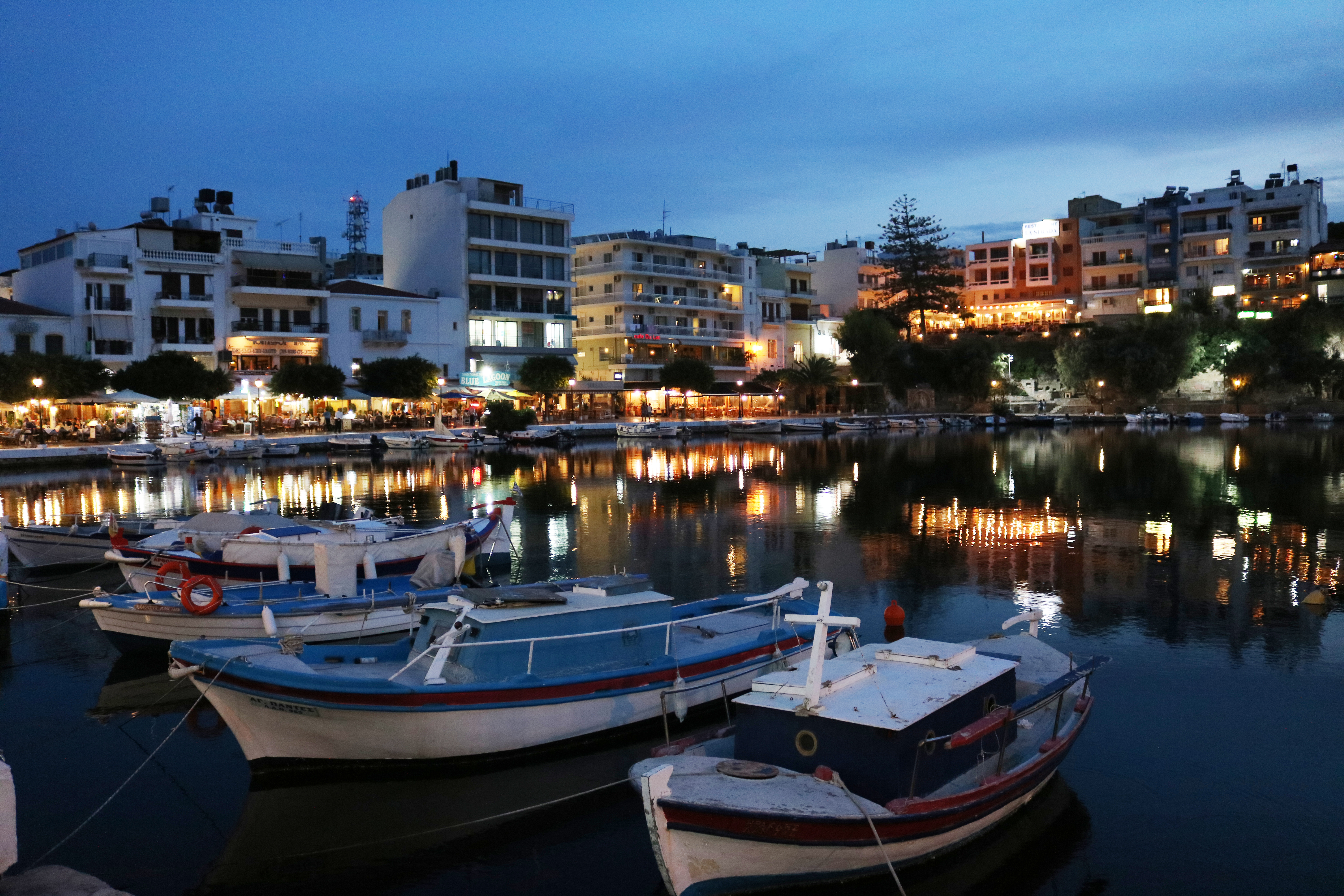
Voulismeni-See

Zu den Sehenswürdigkeiten in Agios Nikolaos gehört das Archäologische Museum, das 1970 errichtet wurde, um die Funde aus Ostkreta aufzunehmen, die bis dahin in Iraklio untergebracht waren. Im Museum sind wegen Restaurierungsarbeiten nur temporäre Ausstellungen geöffnet. Ferner gibt es am Gebäude der Touristeninformation ein Volkskundemuseum, welches das Leben der Griechen in der Geschichte vermittelt. Die byzantinische Kirche Agios Nikolaos, welche Namensgeber des Ortes ist, steht im Norden von Agios Nikolaos auf einer Landzunge. Die vorgelagerte Insel Agii Pandes dient als Reservat für die Kretische Wildziege und ist nicht begehbar.

## Ausflüge und Wandermöglichkeiten

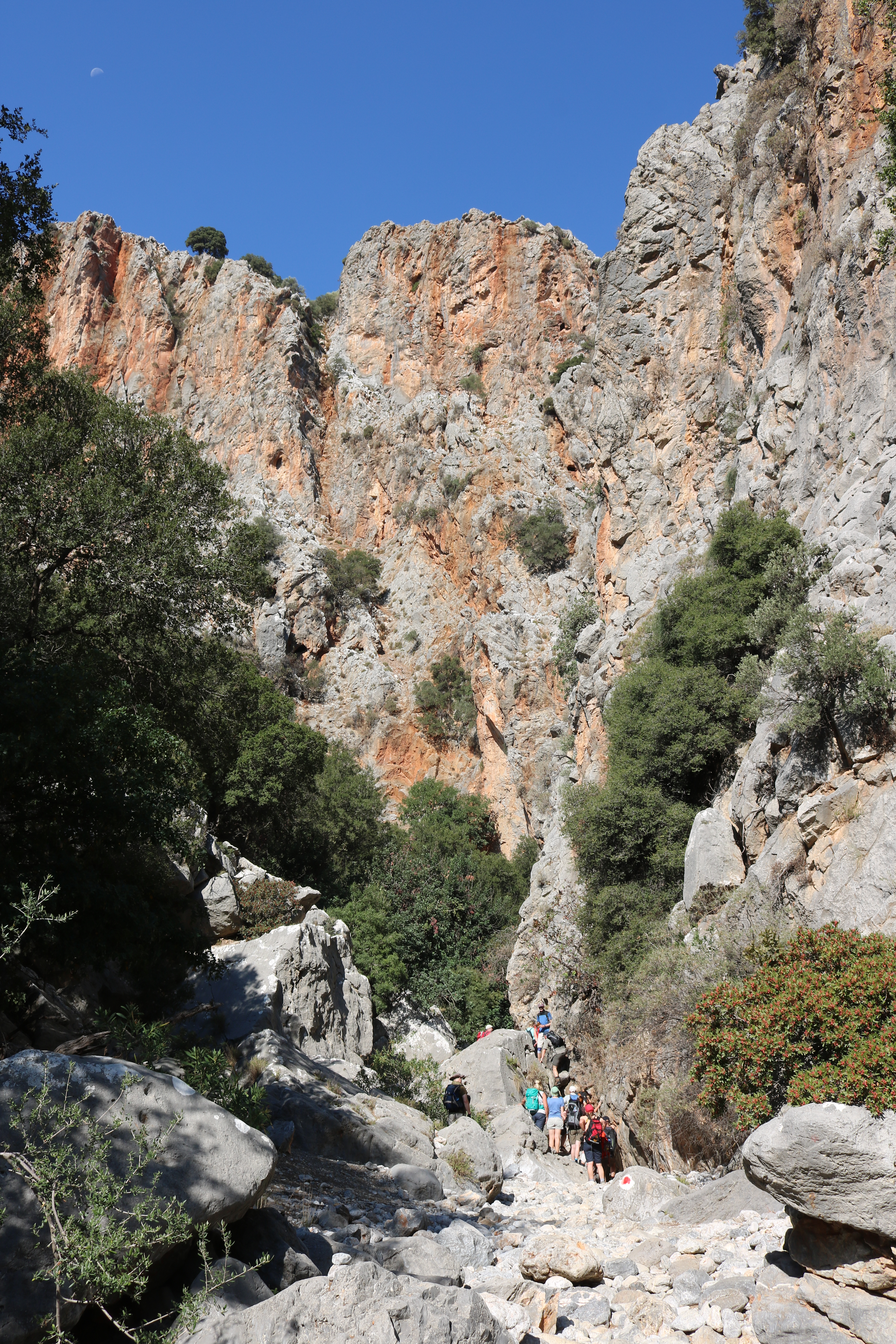
Wanderziel Kritsa-Schlucht

Einige Kilometer nördlich der Stadt befindet sich die über einen Damm mit dem Festland verbundene Halbinsel Spinalonga und die gleichnamige Inselfestung. Bis zur Mitte des 20. Jahrhunderts war die Insel Leprastation und die letzte Leprakolonie Europas.
Nahe der 10 Kilometer südwestlich gelegenen Kleinstadt Kritsa lohnt ein Besuch der Panagia Kera. Am südlichen Eingang des auch für Handarbeiten bekannten Ortes erreicht man auf einem Feldweg die Kritsa-Schlucht. Eine weitere bekannte Schlucht im Osten Kretas ist die Richtis-Schlucht bei Exo Mouliana. 
Agios Nikolaos ist auch ein guter Ausgangspunkt für die Auffahrt auf die Lasithi-Hochebene. Ein Anlaufpunkt dort ist die Höhle von Psychro. Wanderer können vom Hauptort Tzermiadon auf den 1141 Meter hohen Karfi aufsteigen, auf dem sich Reste einer antiken Bergfestung befinden.

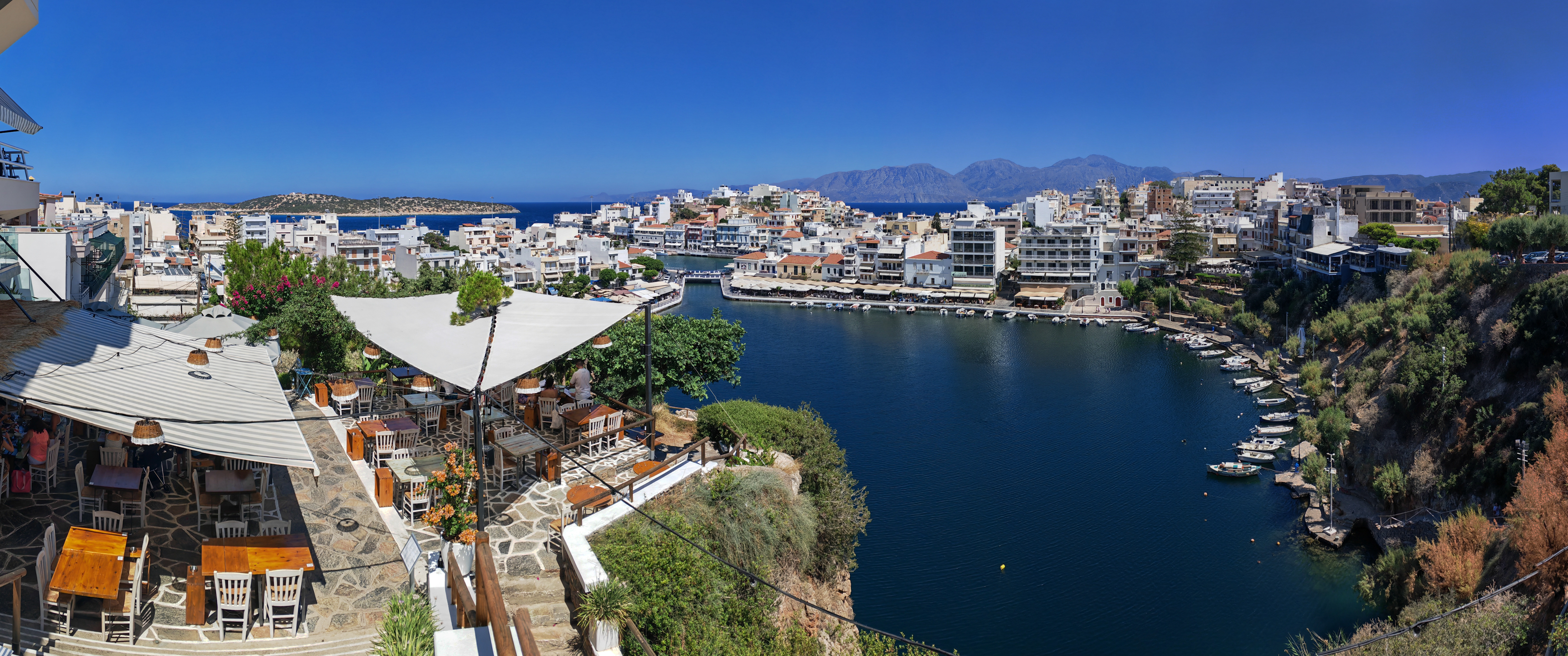
Panoramabild des Voulismeni-Sees von einem etwas erhöhten Punkt aus fotografiert.
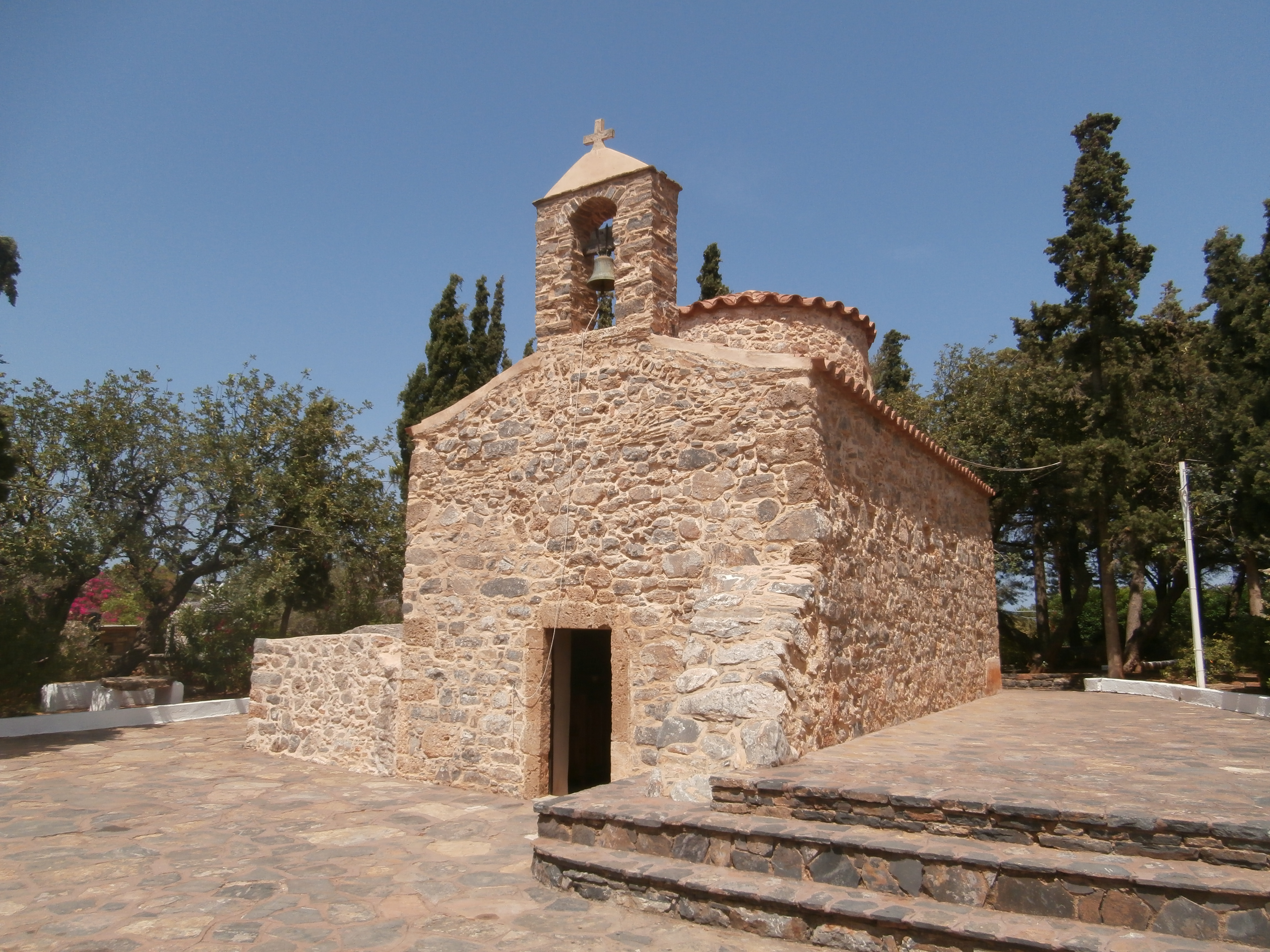
Die namengebende Kirche des heiligen Nikolaus.
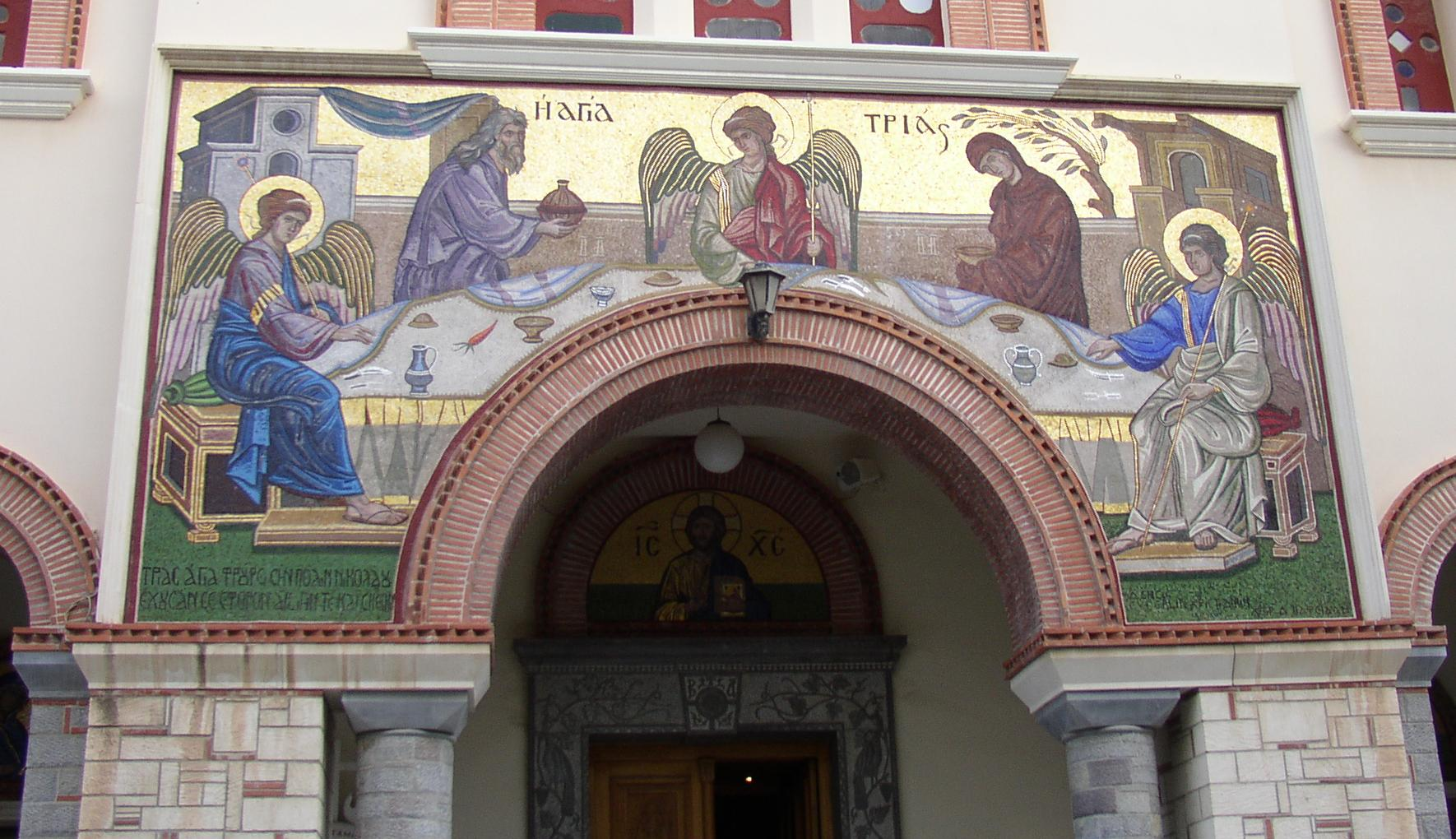
Eingangsportal der Kirche der heiligen Dreieinigkeit (Agía Triáda)
- Agios Nikolaos.
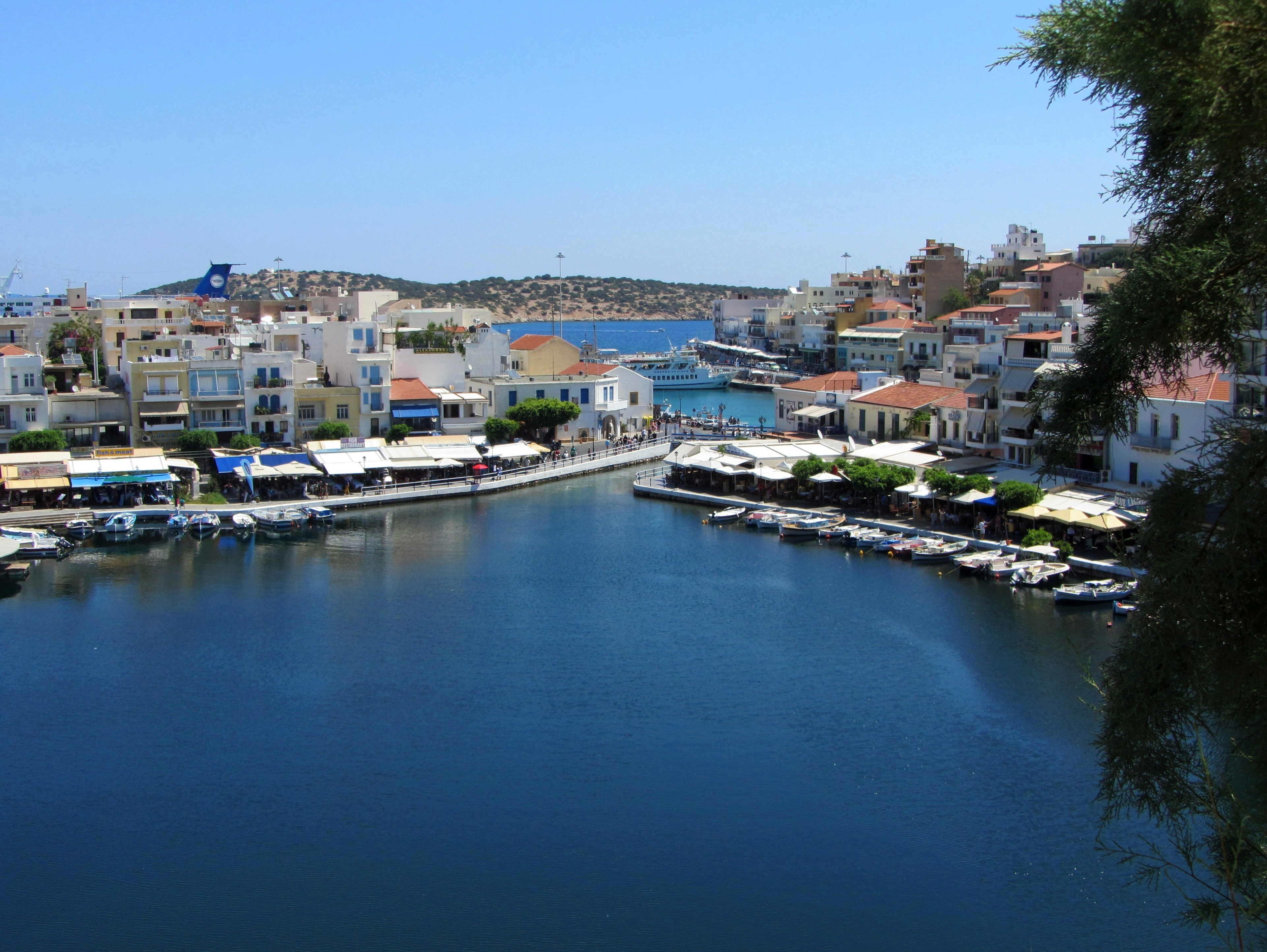
Blick über den Voulismeni-See.

## Persönlichkeiten
- Maria Belimbasaki (* 1991), Leichtathletin